# Gaskraftwerk Moorburg
Das Gaskraftwerk Moorburg war ein ursprünglich für den Betrieb mit Erdgas vorgesehenes konventionelles Kraftwerk im Hamburger Stadtteil Moorburg. Mit dem Bau des zweiten Blockes wurde es auch mit Heizöl bis hin zu Masut aus der nahegelegenen Raffinerie befeuert. Aufgrund der umweltproblematischen Brennstoffe wurde der Schornstein nach Einwänden von Umweltschützern mit 256 Metern um 100 Meter höher als ursprünglich geplant, um durch die zusätzliche Höhe die Abgase weiter vom Stadtgebiet wegzutragen. Das Rauchgas des ölgefeuerten Blockes musste den Schornstein mit ca. 220 °C verlassen, da sonst die Kondensationsprodukte den Schornsteinkopf angegriffen hätten. Der Block 1 „reiner Gasblock“ hatte eine Rauchgastemperatur von etwa 105 °C. Dieser Kessel wurde erst im Jahr 1995 an den hohen Schornstein angeschlossen, vorher hatte diese Kesselanlage nur einen „Stummel“ auf dem Kesselhausdach.
Das Kraftwerk war zwischen 1974 und 2001 in Betrieb und wurde 2004 abgerissen. Am gleichen Standort wurde von 2007 bis 2015 das Kohlekraftwerk Moorburg errichtet.

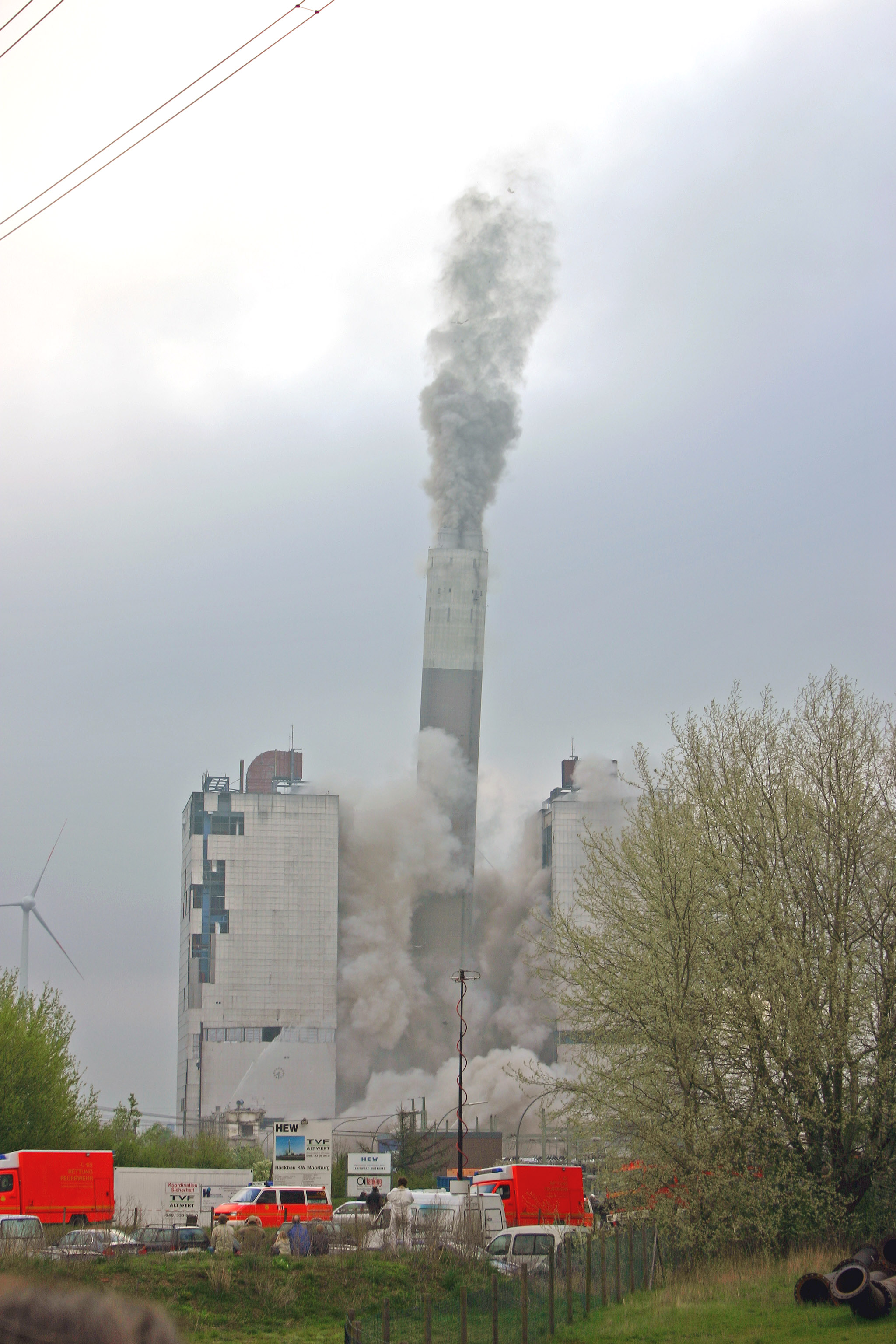
Sprengung des 256 m hohen Kraftwerkschornsteins.

Nach dreijähriger Bauzeit nahmen die Hamburgischen Electricitäts-Werke (HEW) 1974 das Gaskraftwerk Moorburg in Betrieb. Es hatte zwei Kraftwerksblöcke mit einer Leistung von je 500 MWel und gehörte damit zu den größten konventionellen Kraftwerken in Deutschland. Im Juli 2001 wurde das Kraftwerk stillgelegt, weil steigende Gaspreise die Stromerzeugung unwirtschaftlich gemacht hatten und durch die Fusion von HEW, Bewag, Vereinigter Energiewerke AG (VEAG) und Lausitzer Braunkohle AG (LAUBAG) zu Vattenfall Europe Stromreserven gebündelt werden konnten.
Der Schornstein des Gaskraftwerks war mit einer Höhe von 256 m das höchste massive Bauwerk Hamburgs (der Fernsehturm ist ohne seine Antenne 204 m hoch).
2002 begann der Rückbau des Kraftwerks durch die TVF Thyssen-VEAG Flächenrecycling GmbH. Am 24. April 2004 um 7:30 Uhr wurde der 15.000 t schwere Schornstein mit einer so genannten Faltsprengung, bei der die Sprengladungen auf drei Ebenen, in Höhe des Erdbodens, auf 63½ m und 91 m Höhe angebracht waren, gesprengt. Dabei lösten sich durch die Wucht des Aufschlags des Schornsteinkopfes mehrere Metall-Belüftungsgitter vom Schornstein-Mantel, flogen in eine benachbarte Schaltanlage und lösten dort einen Kurzschluss aus. Der nachfolgende Stromausfall in einigen südlichen Hamburger Stadtteilen hatte auch eine sofortige Notabschaltung und einen mehrtägigen Produktionsausfall der Raffinerien von Shell und Holborn Europa Raffinerie GmbH (HER) zur Folge. Die für 19:30 Uhr des gleichen Tages angesetzte Sprengung der beiden Kesselhäuser erfolgte deshalb erst am 8. Mai 2004. Dabei wurde ein besonderes Verfahren angewandt, bei dem die Sprengladungen in zwei der vier stählernen Hauptstützen der Kesselhäuser angebracht wurden. Die Stützen wurden mit Wasser gefüllt, das diese bei der Sprengung auseinander drückte.